# Тердобб'яте
Тердобб'яте (італ. Terdobbiate, п'єм. Tardobià) — муніципалітет в Італії, у регіоні П'ємонт,  провінція Новара.
Тердобб'яте розташований на відстані близько 500 км на північний захід від Рима, 90 км на північний схід від Турина, 10 км на південний схід від Новари.
Населення — 490 осіб (2014).
Щорічний фестиваль відбувається останньої неділі квітня. Покровитель — святий Юрій.

## Демографія
Населення за роками:

Станом на 1 січня 2023 року в муніципалітеті офіційно проживали 33 іноземці з 8 країн, серед них 3 громадяни країн Євросоюзу та 6 громадян України.

## Сусідні муніципалітети
- Кассольново
- Гарбанья-Новарезе
- Ніббіола
- Соццаго
- Торнако
- Весполате